# Río Aksu (Turquía)
El río Aksu (en turco: Aksu Çayı); en griego antiguo Κεστρoς, Kestros), es un río en la provincia de Antalya (suroeste de Turquía), que surge en los montes Tauro. El curso del Aksu discurre entre el río Düden Çayı, al oeste, y el Eurimedonte (Köprüçay), al este. 

## Época clásica
El río es mencionado por Pomponio Mela como un río navegable, y como navegable corriente arriba hasta Perge, 60 estadios (alrededor de 11,1 km desde su desembocadura, según Estrabón.

## Hoy
El Aksu tiene 100 metros de ancho en la desembocadura, y tiene 3 metros de profundidad  dentro de la barra, que se extiende cruzando la boca, y es en algunos lugares de su delta muy estrecho. En su cabecera está el lago Kovada y justo debajo del embalse formado por la presa de Karacaören.